# Nesolagus
Nesolagus is een geslacht van zoogdieren uit de familie van de Leporidae (Hazen en konijnen).

## Taxonomie
- Geslacht: Nesolagus (Gestreepte konijnen) (2 soorten)
  - Soort: Nesolagus netscheri ((Schlegel, 1880)) – Sumatraans konijn
  -  Soort: Nesolagus timminsi (Averianov, Abramov & Tikhonov, 2000) – Annamitisch gestreept konijn